# شعار ترينيداد وتوباغو
تم تصميم شعار النبالة لترينيداد وتوباغو من قبل لجنة تشكلت في عام 1962 لاختيار الرموز التي ستكون ممثلة لشعب ترينيداد وتوباغو. ضمت اللجنة الفنان كارلايل تشانغ (1921-2001) ومصمم الكرنفال جورج بيلي (1935-1970).